# Liste der Monuments historiques in Léglantiers
Die Liste der Monuments historiques in Léglantiers führt die Monuments historiques in der französischen Gemeinde Léglantiers auf.

## Liste der Bauwerke
| Bezeichnung    | Beschreibung              | Standort | Kennzeichnung | Schutzstatus | Datum | Bild           |
| -------------- | ------------------------- | -------- | ------------- | ------------ | ----- | -------------- |
| Kirche St-Eloi | Erbaut im 15. Jahrhundert | (Lage)   | PA00114728    | Inscrit      | 1927  | weitere Bilder |

## Liste der Objekte
- Monuments historiques (Objekte) in Léglantiers in der Base Palissy des französischen Kultusministeriums